# Наоки Сома
Наоки Сома (јап. 相馬 直樹; 19. јул 1971) јапански је фудбалер.

## Каријера
Током каријере је играо за Кашима Ентлерс, Токио Верди, Кавасаки Фронтале.

## Репрезентација
За репрезентацију Јапана дебитовао је 1995. године. Наступао је на Светском првенству (1998. године) с јапанском селекцијом. За тај тим је одиграо 58 утакмица и постигао 4 гола.

## Статистика
| Јапан  | Јапан   | Јапан  |
| Година | Наступи | Голови |
| ------ | ------- | ------ |
| 1995.  | 9       | 0      |
| 1996.  | 13      | 2      |
| 1997.  | 21      | 1      |
| 1998.  | 10      | 1      |
| 1999.  | 5       | 0      |
| Укупно | 58      | 4      |

## Трофеји

### Клуб
- Џеј лига (4): 1996, 1998, 2000, 2001.
- Лига Куп Јапана (2): 1997, 2000.
- Царски куп (2): 1997, 2000.